# Di-2-etilesilftalato

Isomeria

Il di-2-etilesilftalato (DEHP, DOP), o diottilftalato, o diisoottilftalato, è un composto chimico di formula C24H38O4 che in condizioni standard si presenta come un liquido incolore, inodore, viscoso e poco volatile.

## Storia
Venne prodotto per la prima volta in quantità commerciali in Giappone intorno al 1933 e negli Stati Uniti nel 1939. Nel 1994 la produzione del composto negli Stati Uniti si attestava intorno alle 117 500 tonnellate e nel 1995 in Giappone la quantità prodotta era di 298 000 tonnellate.
Nel 1999 il composto veniva prodotto in:
- Cina (30 aziende)
- India (15 aziende)
- Giappone (12 aziende)
- Messico (8 aziende)
- Taiwan (7 aziende)
- Germania e Russia (5 aziende)
- Argentina, Brasile, Filippine e Stati Uniti (4 aziende)
- Canada, Cile, Spagna, Thailandia, Turchia e Venezuela (3 aziende)
- Belgio, Colombia, Ecuador, Francia, Indonesia, Iran, Italia, Repubblica di Corea, Malaysia e Polonia (2 aziende)
- Albania, Repubblica Ceca, Finlandia, Kazakistan, Pakistan, Perù, Romania, Sudafrica, Svezia, Ucraina, Regno Unito e Vietnam (1 azienda)

Nel 2004 l'uso del DEHP in Unione europea è diminuito (221,000 tonnellate), mentre è aumentato l'uso di DINP e DIDP. Circa 800 impianti in Europa utilizzavano il DEHP o sue preparazioni. Nel 2015 il volume di produzione, secondo l'EPA, si attestava tra le 45.000 e le 113.400 tonnellate circa.
Nel 2005 la Commissione europea ne ha bandito l'uso nei giocattoli e nei prodotti destinati all'uso in ambienti chiusi realizzati in PVC, ne è inoltre vietato l'uso nei prodotti cosmetici.
Nel 2007 venne incluso nella lista dei prodotti chimici ad alto volume di produzione dell'OECD.
La Food and Drug Administration (FDA) ne autorizza l'uso in contenitori destinati agli alimenti solo quando sono a base principalmente acquosa e non grassa.
In Cina il composto è vietato in concentrazioni superiori allo 0,1% nei giocattoli e del tutto nei prodotti cosmetici. Nel 2002, in Giappone ne venne proibito l'utilizzo in dispositivi, contenitori a contatto con gli alimenti contenenti grassi e oli o alimenti grassi, ovvero nei giocattoli per bambini al di sotto dei 6 anni di età. Nel 2022 la Food Safety and Standards Authority of India (FSSA) stabilì nuovi limiti di migrazione del DEHP per gli imballaggi a contatto con gli alimenti.
Il 25 settembre 2024 il governatore della California firmò una legge che proibisce l'utilizzo del DEHP in sacchetti per soluzione endovenosa e agocanule, rendendo la California il primo Stato americano a proibire l'utilizzo di orto-ftalati in dispositivi medici.

## Struttura e caratteristiche fisiche
Rientra nella famiglia degli esteri e la sua struttura consiste in due catene esteriche di otto atomi di carbonio collegati a un anello di acido benzendicarbossilico. È classificato come un composto organico semivolatile e rientra nella classe degli ftalati.
Il composto presenta:
- 4 accettori di legami a idrogeno
- 28 atomi pesanti
- 16 legami ruotabili
- 2 elementi stereogenici localizzati negli atomi di carbonio che presentano il gruppo etilico
- massa monoisotopica = 390,27700969 Da
- superficie polare = 52.6 Å²
- viscosità cinematica = 386 (0 °C), 5 (100 °C)
- calore di combustione = -352 x 10+5 J/kg
- tensione superficiale stimata = 15 dynes/cm
- pressione di vapore = 8,6 x 10−4 Pa a 25°C e 160 Pa a 200°C
- densità di vapore relativa = 13,4
- costante dielettrica relativa = 4.3 (60 Hz, 100 °C)

La sezione d'urto è pari a:
- 215.9 Å² [M+Na]+
- 203 Å² [M+H2O-H]-
- 212.2 Å² [M+H]+

Quando viene riscaldato si decompone emettendo un fumo acre. In base all'allegato VII del Regolamento REACH (EC) No 1907/2006 il composto è classificato come non ossidante. La concentrazione satura di vapore a 25 °C è pari a 7 µg/m3.

## Sintesi
Il di-2-etilesilftalato viene prodotto dalla reazione chimica di esterificazione tra 2-etilesanolo e anidride ftalica in ambiente acido, generalmente viene utilizzato l'acido solforico o l'acido p-toluensolfonico. Poiché il 2-etilesanolo è chirale, il DOP ottenuto come prodotto è una miscela racema di isomeri (R,R)-, (S,S)-, e (R,S)- (quest'ultimo è un composto meso).

## Reattività e caratteristiche chimiche
Il DEHP è lievemente solubile in acqua (0.003 a 20 °C e 0.34 a 25 °C) e nel tetracloruro di carbonio. Il composto, altamente lipofilico, risulta solubile nel sangue e nei fluidi contenenti lipoproteine. Il composto è inoltre miscibile con l'olio minerale e l'esano.
In acqua forma facilmente dispersioni colloidali anche se composti naturalmente presenti nell'acqua possono influenzarne la solubilità. Uno studio sulla reazione di ossidoriduzione del DEHP in acetonitrile, mediante l'utilizzo della ciclovoltammetria e dell'elettrolisi a potenziale controllato, ha messo in evidenza come il composto vada incontro a due trasferimenti consecutivi di un singolo elettrone con conseguente formazione dell'anione e del dianione a potenziali largamente negativi.
La costante di Henry del DEHP è pari a 4.43 Pa m3/mol.
Per il composto sono disponibili i seguenti indici di Kovats:
- standard apolare: 2499.4, 2499, 2499, 2505, 2492.6, 2507, 2509, 2488, 2498, 2516.7, 2504, 2505, 2506, 2480, 2505, 2506, 2509, 2506, 2507, 418.6, 418.7, 406.14, 406.15
- semi-standard apolare: 2546, 2539, 2544, 2551, 2509, 2550, 2519, 2527.7, 2483.8, 2488.7, 2485.8, 2530.6, 2552, 2525.3, 402.2
- standard polare: 3106, 3106, 3106, 3106

Del composto esistono i seguenti spettri analitici:
- spettro 1D NMR[41]
- spettro 1H NMR[42]
- spettro 13C NMR[42]
- spettro GC-MS[40][43]
- spettro MS-MS[42]
- spettro LC-MS[43]
- spettro IR[41]
- spettro FTIR[44]
- spettro nel vicino IR[44]
- spettro IR in fase di vapore[44]
- spettro Raman[41]

La determinazione e la quantificazione del composto erano seriamente limitate dalla sua presenza come contaminante in quasi tutta la strumentazione di laboratorio e nei reagenti.

## Farmacologia e Tossicologia

### Metabolismo
DEHP è velocemente assorbito e distribuito, ma non vi sono riscontri scientifici che si accumuli all'interno del corpo. Il DEHP viene metabolizzato attraverso diverse vie metaboliche che producono diversi metaboliti, tra cui:
- monoesteri primari: di-n-octil ftalato (DnOP), di-n-butil ftalato (DnBP), benzil butil ftalato (BBzP) e dietilftalato (DEP)[46]
- metaboliti da ossidazione secondaria: mono-(2-etil-5-idrossiesill) ftalato (5OH-MEHP), mono-(2-etil-5-ossiesil) ftalato (5-oxo-MEHP), mono-(2-etil-5-carbossipentil) ftalato (5cx-MEPP) e mono-[2-(carbossimetil) esil] ftalato (2cx-MMHP)[47]

Il CYP2C9(∗)1 e il CYP2C19 sono i principali attori nella formazione del 5OH-MEHP e del 5-oxo-MEHP, mentre solo il CYP2C9(∗)1 e il CYP2C9(∗)2 producono 5cx-MEPP. I livelli con cui viene prodotto ciascun metabolita sono molto variabili in relazione a specie, età, sesso, alimentazione, esposizione al composto, quantità assorbita e via di somministrazione.

### Eliminazione
A seguito di somministrazione orale o intravenosa viene velocemente metabolizzato ed eliminato nelle urine e nella bile. In pazienti sottoposti a dialisi il composto non risulta più presente nel sangue a 5 - 7 ore dal trattamento. Esistono dati che dimostrano come, sia negli animali sia nell'uomo, il composto sia presente nel latte materno.

### Tossicologia
Le prime preoccupazioni per l'esposizione al composto vennero poste in evidenza da uno studio di Jaeger e Rubin del 1970 che ne evidenziava la presenza nel sangue presente nelle sacche ematiche usate per le trasfusioni. In un secondo studio degli stessi autori, pubblicato nel 1972, se ne riporta la presenza in diversi tessuti (polmone, fegato e milza) in pazienti sottoposti a trasfusione prima della morte.
Secondo due studi pubblicati tra il 1996 e il 1997, mentre l'esposizione sul posto di lavoro risultava significativa, procedure mediche come l'emodialisi, l'ossigenazione extracorporea a membrana, la trasfusione, la cauterizzazione ombelicale e il bypass cardiopolmonare a breve termine potevano portare anch'essi a un'elevata esposizione al composto.

#### Esposizione
Come additivo non covalentemente legato al materiale, il DEHP è facilmente volatilazzato nell'atmosfera e nei cibi corporei durante il processo di produzione, immagazzinamento, uso e smaltimento. L'uomo è generalmente esposto al composto tramite inalazione, ingestione e contatto con la pelle.

#### Classificazione e limiti
Ad oggi il composto è classificato come potenziale interferente endocrino e contaminante alimentare associato a numerosi effetti sulla salute come lo stress ossidativo, l'infiammazione e i disturbi metabolici. Il composto è inoltre incluso nell'elenco delle sostanze estremamente preoccupanti candidate all’autorizzazione pubblicato in conformità all'articolo 59, paragrafo 10, del regolamento REACH.
L'urina è considerata il substrato più affidabile per la determinazione dell'esposizione al DEHP. Si presume che il MEHP sia il responsabile della bioattività del DEHP ed è ampiamente utilizzato, insieme a MEOHP e al MEHHP, per la valutazione della correlazione tra esposizione al composto ed effetti sulla salute.
La tossicità acuta (LD50) per via orale del DEHP è 30 mg/kg nel ratto e 24 mg/kg nei conigli (cutanea).

#### Effetti sul fegato
Nei roditori dosi elevate di DEHP risultano in cambiamenti degenerativi e necrotici, mentre dosi ridotte portano all'ingrossamento del fegato (aumento di peso dell'organo e ipertrofia epatocellulare) associato alla proliferazione perossisomale, tuttavia tali cambiamenti sono considerati adattativi e la loro rilevanza per l'uomo non è chiara data l'associazione con i recettori nucleari, in particolare PPARα.

#### Effetti sul sistema immunitario
Alcuni studi evidenziano come il DEHP sia un adiuvante in animali sensibilizzati a bassi livelli di esposizione, ma è incerta la loro rilevanza per l'uomo data la mancanza di chiare evidenze che il sistema immunitario sia il target della tossicità del composto.

#### Effetti sulla riproduzione
I danni all'apparato riproduttore umano sono stati ampiamente verificati. I dati raccolti evidenziano come il composto interrompa la sintesi, il metabolismo e il trasporto degli ormoni endogeni e dei loro recettori.
Complessivamente, nell'uomo il DEHP è stato positivamente correlato a SHBG e negativamente correlato al testosterone, all'indice degli androgeni liberi e all'FSH. Nelle donne in menopausa il composto è positivamente correlato ad una riduzione del testosterone e dell'estradiolo (E2). Non esistono associazioni significative tra i livelli dei metaboliti del DEHP prima della nascita e i livelli degli ormoni sessuali nei bambini.
Uno studio ha dimostrato una correlazione tra i metaboliti del DEHP e il menarca precoce, nonché con il telarca.
Studi sui roditori dimostrano che, sia il DEHP che il suo metabolita mono-2-etilesilftalato (MEHP), sono tossici per le gonadi maschili, attraverso un meccanismo che sarebbe in parte riconducibile ad una deplezione di zinco a livello dei testicoli che andrebbero quindi incontro ad atrofia, insieme al pene. Gli effetti sui roditori sono stati tuttavia reversibili al cessare dell'esposizione o attraverso l'utilizzo di antiossidanti. Il DEHP, infatti, inibisce la crescita di follicoli antrali di topo attraverso meccanismi che coinvolgono lo stress ossidativo, ma ciò sembra poter essere contrastato con precursori del GSH.
L'esposizione al MEHP può portare anche all'insufficienza ovarica. Uno studio ha dimostrato che i livelli più alti di MEHP vengono rilevati durante il primo e il terzo trimestre di gravidanza. I livelli nel nascituro aumentano fino al sesto mese di vita.

#### Effetti sul metabolismo
MEHP è stato associato all'aumento dell'indice di massa corporea (BMI), mentre alte concentrazioni di MEOHP e MEHHP sono state associate alla sindrome metabolica.

## Applicazioni
Il DEHP è il membro più comune degli ftalati che sono utilizzati come plastificanti nei prodotti polimerici per rendere la plastica soffice e malleabile. Originariamente, i plastificanti vennero usati per aumentare la flessibilità e la trattabilità del PVC. La compatibilità tra DEHP e PVC è dovuta all'interazione dipolo-dipolo tra i due gruppi carbonilici del DEHP e i legami carbonio-cloro nelle catene del PVC, nonché dei deboli legami a idrogeno tra gli atomi di idrogeno in posizione α e β nei gruppi carbonilici e gli atomi di cloro. Queste deboli interazioni hanno però effetti sul deterioramento delle performance dei prodotti stessi.
Il DEHP era disponibile a diversi gradi a seconda del tipo di applicazione. In linea generale: il contenuto minimo d'esteri doveva essere compreso tra il 99,0 e il 99,6%, il contenuto massimo di umidità doveva essere pari allo 0,1% e l'acidità doveva essere compresa tra lo 0,007 e lo 0.01%.
Il composto era utilizzato nella produzione di: prodotti in simil pelle, capi d'abbigliamento impermeabili, scarpe, tappezzeria, tovaglie e tende da doccia. Trovava applicazione come fluido idraulico e fluido dielettrico nei condensatori elettrici. Era utilizzato come acaricida nei frutteti, ingrediente inerte nei pesticidi, rivelatore per le fughe nei respiratori, per testare i sistemi di filtraggio dell'aria e nei prodotti cosmetici. Veniva inoltre utilizzato nell'alcol denaturato, nei detergenti liquidi, negli inchiostri decorativi, nelle munizioni, negli oli lubrificanti, insieme agli agenti antischiuma nella produzione di carta e cartone.
Un rapporto dell'ECHA del 2008 riporta un contenuto di DEHP nel PVC flessibile pari al 30%. Secondo un rapporto del OECD del 2018, il PVC flessibile rappresentava l'80% del consumo mondiale di plastificanti ed era utilizzato nella produzione di una vasta gamma di prodotti di consumo, come contenitori per i cibi e le bevande, giocattoli, materiali da costruzione (es. cavi, pavimenti, tetti), nonché in prodotti per il settore medico come sacche ematiche, strumenti per la dialisi e cateteri.

## Impatto ambientale
Secondo i dati del Registro europeo delle emissioni e dei trasferimenti di sostanze inquinanti (E-PRTR) del 2017, le principali fonti di DEHP rilasciato nell'acqua erano gli impianti di trattamento delle acque reflue urbane (96,3%, 17.493,54 tonnellate), seguiti dagli impianti di produzione di ghisa e acciaio (1,4%), dagli impianti di recupero di rifiuti pericolosi (1,3%) e dalle discariche (0,7%). Nel 2007, la produzione industriale in scala di composti organici rappresentava invece il 10,5% del totale.
Il limite di sicurezza del DEHP nell'acqua potabile stabilito dall'EPA è di 6 ppb, mentre il limite OSHA per l'esposizione sul luogo di lavoro è pari a 5 mg/m³ di aria. I valori limite di emissione per le acque superficiali è stabilito a 1.3 µg/l all'anno. Il fattore di bioconcentrazione rilevato sui pesci (BCF = 614) indica che il potenziale bioaccumulo del composto è basso. Il composto presenta un PNEC pari a 201 mg/L

### Aria
Nel 1991 Zetzsch stimò l'emivita del composto in aria a 1 giorno sulla base della costante della reazione tra il DEHP e il radicale OH seguita dal monitoraggio analitico in tempo reale con gascromatografia capillare (limite di rivelabilità = 1 ppb).
Secondo quanto riportato dal Canadian National Pollutant Release Inventory, nel solo 1995 in Canada vennero rilasciate 72 tonnellate di DEHP nell'aria. Dati raccolti in due pubblicazioni del 1992 e del 1993 riportano concentrazioni fino a 790 ng/m3 in campioni d'aria raccolti nelle aree urbane e di aria inquinata, ma generalmente i livelli all'interno degli edifici erano significativamente inferiori ai 100 ng/m3.
È stato riscontrato che se il DEHP viene rilasciato in aria può essere trasportato per grandi distanze nella troposfera ed è stato rilevato al di sopra dell'Atlantico e del Pacifico. La deposizione umida, attraverso la pioggia, risulta essere la principale via di eliminazione. Nel corso degli anni sono stati riscontrati i seguenti livelli di DEHP nell'aria:
- nell'area nord occidentale del Golfo del Messico → concentrazione media di 1,16 ng/m3, con un 57% del composto presente nella fase gassosa e concentrazioni di due ordini di grandezza inferiori sul mare che sul continente;[90][91]
- nella zona dei Grandi Laghi (Canada e Stati Uniti) → concentrazione media nell'aria tra 0,5 e 5 ng/m3, concentrazione media nella pioggia pari a 6 ng/L con diversi livelli di deposizione nei diversi: lago Superiore 16 t/anno, lago Michigan 11 t/anno, lago Huron 12 t/anno, lago Erie 5,0 t/anno e lago Ontario 3,7 t/anno);[92]
- in Svezia → concentrazione media pari a 2,0 ng/m3 e la deposizione media pari a 23.8 µg/m2 al mese;[93]
- zona di Rieti in Italia (1995) → concentrazioni variabili tra 20,5 e 503,5 ng/m3;[94]
- in campioni di neve raccolti a Lyngby (Danimarca) → concentrazione di 22 ng/m3;[95]
- in un'area residenziale di Anversa (Belgio) → concentrazioni di 26–132 ng/m3;[96]
- a New York (1978) → concentrazione media annuale tra 10 e 17 ng/m3;[97]

Uno studio pubblicato nel 1997 suggerisce che l'esposizione a particolato sospeso di DEHP è da una a tre volte superiore rispetto all'esposizione stimata in fase vapore.

### Acqua
Sulla base della letteratura scientifica attualmente disponibile, ci si attende che il composto sia lentamente idrolizzato a MEHP e 2-etilesanolo con un'emivita di circa 200 anni. Il composto risulta avere un'emivita in acque dolci pari a 50 giorni ad una temperatura di 12 °C, mentre nei sedimenti d'acqua dolce la sua emivita risulta pari a 300 giorni nelle stesse condizioni. A tal proposito sono disponibili 4 studi sulla degradazione del composto in acque dolci - Saeger and Tucker (1976), Subba-Rao et al. (1982), Ritsema et al (1989) e Furtmann, (1993) - e altrettanti per quanto riguarda i sedimenti - Johnson and Lulves (1975), Chang et al. (2005), EU-RAR (2008) e Kickham (2010) -.
Il valore del DT50 (idrolisi) è stimato intorno a 106 giorni (= ± 2740 anni) mentre il DT50 (fotolisi) è stato rilevato pari a 0 % (dopo 1 ora, fiume), 1.8 % (dopo 30 giorni, lago), 1.4 % (dopo 200 giorni, lago eutrofizzato), 13.7 % (dopo 200 giorni, lago oligotropico).
Sono disponibili 4 studi sulla biodegradazione aerobica del composto in fase acquosa - Diefenbach (1994), BASF AG (1984), Exxon (1995) e Stasinakis et al. (2008) - e 2 sulla biodegradazione anaerobica - Ziogou et al (1989) e Ejlertsson et al. (1997) -. Inoltre:
- dati sperimentali ottenuti da test di screening eseguiti su scarichi fognari, in combinazione con DBP la biodegradazione risulta compresa tra 3,3 giorni (0,5 µg/g, pH 7, 30 °C) e 16,1 giorni (1 µg/g, pH 5, 30 °C), mentre quando testato da solo la biodegradazione è pari a 7 giorni (30 °C, pH 7 and 2 µg/g)
- dati sperimentali ottenuti mediante studi di mineralizzazione effettuati su campioni di acqua prelevati da un lago eutrofico, la biodegradazione si attesta a 22-64 giorni (29 °C)
- dati sperimentali ottenuti dall'analisi di campioni d'acqua oligotrofica, indicano un tasso di mineralizzazione dello 0 % dopo 60 giorni a 29 °C
- dati sperimentali ottenuti dall'analisi di campioni d'acqua del fiume Mississipi, indicano che la degradazione primaria si attesta a 30 giorni ad una temperatura di 20 °C
- dati sperimentali ottenuti dall'analisi di campioni d'acqua del fiume Reno, indicano una degradazione primaria pari a 15 giorni ad una temperatura di 20 °C

Per quanto riguarda il bioaccumulo sono disponibili:
- 3 studi sui pesci: Mayer and Sanders (1973), Mehrle and Mayer (1976) e Mackintosh et al. (2004)
- 4 studi sugli invertebrati: Sanders et al. (1973), Perez et al. (1983), Gobas et al. (2003) e Mackintosh (2004)

Il coefficiente di assorbimento (Koc) stimato è di 165000 in sedimenti d'acqua dolce e di 794,000 - 1,260,000 in sedimenti d'acqua salata a seconda del minerale considerato.

### Suolo
Uno studio sulla, degradazione abiotica del DEHP attraverso radicali OH dimostra che il composto presenta una vita troposferica pari a circa 1 giorno con kOH = 1,5 x 10−11 cm3/s e una degradazione % per fotolisi indiretta di circa 101 giorni. I risultati sulla biodegradazione del composto nel suolo sono molto variabili e difficili da interpretare. L'ECHA ha stabilito come parametro di riferimento un'emivita di 300 giorni a 12 °C.

## Normativa di riferimento
- Regulation (EU) 2024/1244 of the European Parliament and of the Council of 24 April 2024 on reporting of environmental data from industrial installations, establishing an Industrial Emissions Portal and repealing Regulation (EC) No 166/2006 (Text with EEA relevance)
- Regolamento (UE) 2023/2482 della Commissione, del 13 novembre 2023, recante modifica del regolamento (CE) n. 1907/2006 del Parlamento europeo e del Consiglio per quanto riguarda la sostanza bis(2-etilesil) ftalato (DEHP) nei dispositivi medici
- Regolamento (UE) 2017/745 del Parlamento europeo e del Consiglio, del 5 aprile 2017, relativo ai dispositivi medici, che modifica la direttiva 2001/83/CE, il regolamento (CE) n. 178/2002 e il regolamento (CE) n. 1223/2009 e che abroga le direttive 90/385/CEE e 93/42/CEE del Consiglio (Testo rilevante ai fini del SEE. )
- Commission Regulation (EU) 2021/2045 of 23 November 2021 amending Annex XIV to Regulation (EC) No 1907/2006 of the European Parliament and of the Council concerning the Registration, Evaluation, Authorisation and Restriction of Chemicals (REACH) (Text with EEA relevance)
- Directive 2011/65/EU of the European Parliament and of the Council of 8 June 2011 on the restriction of the use of certain hazardous substances in electrical and electronic equipment (recast) Text with EEA relevance
- Directive 2008/105/EC of the European Parliament and of the Council of 16 December 2008 on environmental quality standards in the field of water policy, amending and subsequently repealing Council Directives 82/176/EEC, 83/513/EEC, 84/156/EEC, 84/491/EEC, 86/280/EEC and amending Directive 2000/60/EC of the European Parliament and of the Council
- Regolamento (CE) n. 1272/2008 del Parlamento europeo e del Consiglio, del 16 dicembre 2008, relativo alla classificazione, all'etichettatura e all'imballaggio delle sostanze e delle miscele che modifica e abroga le direttive 67/548/CEE e 1999/45/CE e che reca modifica al regolamento (CE) n. 1907/2006 (Testo rilevante ai fini del SEE)
- Regulation (EC) No 166/2006 of the European Parliament and of the Council of 18 January 2006 concerning the establishment of a European Pollutant Release and Transfer Register and amending Council Directives 91/689/EEC and 96/61/EC (Text with EEA relevance)
- Regulation (EC) No 1907/2006 of the European Parliament and of the Council of 18 December 2006 concerning the Registration, Evaluation, Authorisation and Restriction of Chemicals (REACH), establishing a European Chemicals Agency, amending Directive 1999/45/EC and repealing Council Regulation (EEC) No 793/93 and Commission Regulation (EC) No 1488/94 as well as Council Directive 76/769/EEC and Commission Directives 91/155/EEC, 93/67/EEC, 93/105/EC and 2000/21/EC
- Direttiva 2005/84/CE del Parlamento europeo e del Consiglio del 14 dicembre 2005 che modifica per la ventiduesima volta la direttiva 76/769/CEE del Consiglio concernente il ravvicinamento delle disposizioni legislative, regolamentari ed amministrative degli Stati membri relative alle restrizioni in materia di immissione sul mercato e di uso di talune sostanze e preparati pericolosi (ftalati nei giocattoli e negli articoli di puericultura)
- Directive 2000/60/EC of the European Parliament and of the Council of 23 October 2000 establishing a framework for Community action in the field of water policy
- FDA; Guidance for Industry Limiting the Use of Certain Phthalates as Excipients in CDER-Regulated Products, December 2012 CMC
- Consumer Product Safety Commission, Consumer Product Safety Improvement Act 2008